# Portugalsko na Letních olympijských hrách 1948
Portugalsko se účastnilo Letní olympiády 1948 v Londýně. Zastupovalo ho 48 mužů v 8 sportech.

## Medailisté
| Medaile | Jméno                                      | Sport     | Soutěž             |
| ------- | ------------------------------------------ | --------- | ------------------ |
| Stříbro | Duarte Manuel Bello Fernando Bello         | Jachting  | Třída Vlaštovka    |
| Bronz   | Fernando Paes Luis Silva Francisco Valadas | Jezdectví | Drezura - družstva |